# Boissy-l'Aillerie
Pour les articles homonymes, voir Boissy.
Boissy-l’Aillerie est une commune française située dans le département du Val-d'Oise, en région Île-de-France.
Ses habitants sont appelés les Buxeriens.

## Géographie

### Localisation
Boissy-l'Aillerie est un village périurbain de  la vallée de la Viosne dans le Vexin français et aux portes de l'agglomération de Cergy-Pontoise, à environ 35 km au nord-ouest de Paris, à 16 km au nord de Poissy  et à 29 km au sud-est de Gisors.
Il est inclus dans le parc naturel régional du Vexin français.
La commune est desservie par la  gare de Boissy-l'Aillerie desservie par les trains de la ligne J du Transilien de la liaison gare de Paris-Saint-Lazare - gare de Gisors-Embranchement. Elle est aisément accessible par l'autoroute A15 et le tracé initial de l'ancienne route nationale 15 (actuelle RD 915 de Pontoise à Dieppe).
L'aéroport de Pontoise - Cormeilles-en-Vexin, destiné aux avions de tourisme et de loisir, est situé en partie sur le territoire de la commune.

### Communes limitrophes
| Cormeilles-en-Vexin |                   | Génicourt |
| Montgeroult         | Boissy-l'Aillerie | Osny      |
|                     | Puiseux-Pontoise  |           |

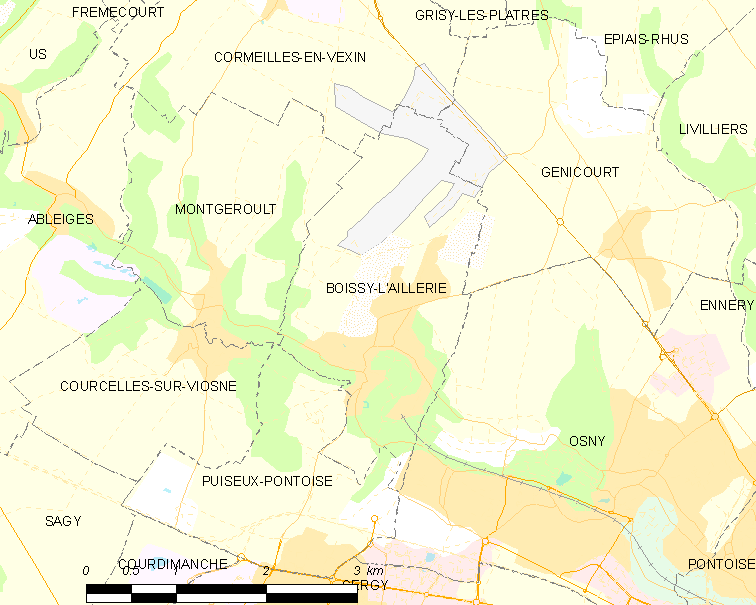
Carte de la commune.
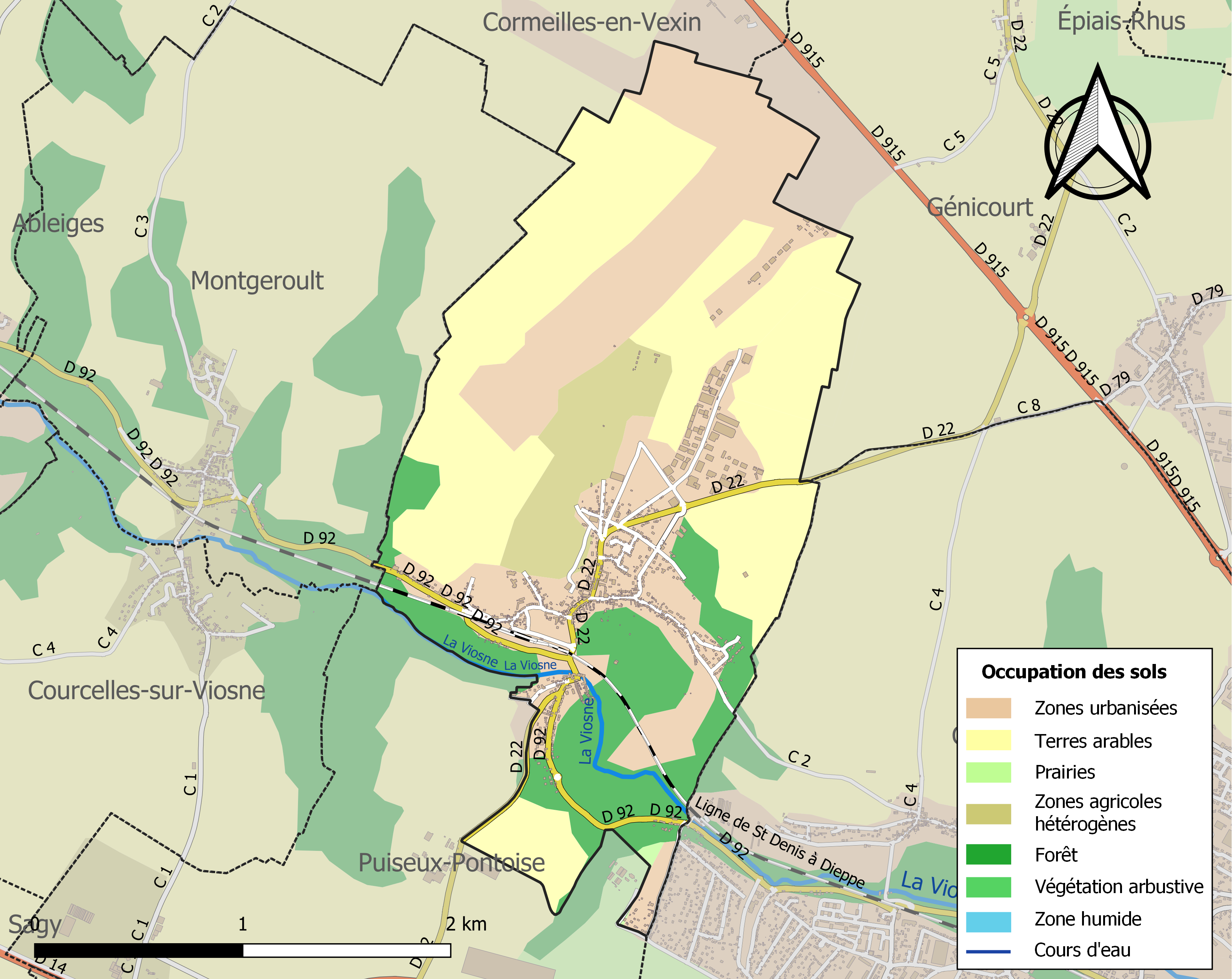
Occupation des sols.

### Hydrographie
La commune est drainée par les bras de la Viosne, un affluent droit de l'Oise, donc un sous-affluent du fleuve la Seine, ainsi que ses zones humides et étangs.

### Climat
Pour des articles plus généraux, voir Climat de l'Île-de-France et Climat du Val-d'Oise.
En 2010, le climat de la commune est de type climat océanique dégradé des plaines du Centre et du Nord, selon une étude du CNRS s'appuyant sur une série de données couvrant la période 1971-2000. En 2020, Météo-France publie une typologie des climats de la France métropolitaine dans laquelle la commune est exposée à un climat océanique et est dans la région climatique Sud-ouest du bassin Parisien, caractérisée par une faible pluviométrie, notamment au printemps (120 à 150 mm) et un hiver froid (3,5 °C).
Pour la période 1971-2000, la température annuelle moyenne est de 11,4 °C, avec une amplitude thermique annuelle de 15 °C. Le cumul annuel moyen de précipitations est de 672 mm, avec 11,7 jours de précipitations en janvier et 7,8 jours en juillet. Pour la période 1991-2020, la température moyenne annuelle observée sur la station météorologique installée sur la commune est de 11,2 °C et le cumul annuel moyen de précipitations est de 635,8 mm,. Pour l'avenir, les paramètres climatiques de la commune estimés pour 2050 selon différents scénarios d'émission de gaz à effet de serre sont consultables sur un site dédié publié par Météo-France en novembre 2022.
| Mois                                  | jan.             | fév.           | mars           | avril           | mai           | juin          | jui.          | août          | sep.            | oct.          | nov.             | déc.           | année      |
| ------------------------------------- | ---------------- | -------------- | -------------- | --------------- | ------------- | ------------- | ------------- | ------------- | --------------- | ------------- | ---------------- | -------------- | ---------- |
| Température minimale moyenne (°C)     | 1,6              | 1,4            | 3,2            | 4,8             | 8,2           | 11            | 12,9          | 12,8          | 10              | 7,7           | 4,4              | 2,1            | 6,7        |
| Température moyenne (°C)              | 4,3              | 4,8            | 7,6            | 10,2            | 13,6          | 16,7          | 18,9          | 18,8          | 15,5            | 11,9          | 7,5              | 4,7            | 11,2       |
| Température maximale moyenne (°C)     | 7                | 8,2            | 12             | 15,6            | 19            | 22,3          | 24,9          | 24,9          | 21              | 16            | 10,7             | 7,4            | 15,8       |
| Record de froid (°C) date du record   | −17,8 17.01.1985 | −15,4 07.02.12 | −11,1 13.03.13 | −4,6 12.04.1986 | −1,6 06.05.19 | 1 05.06.1991  | 4 01.07.1960  | 3,1 26.08.18  | −0,6 20.09.1952 | −5,2 28.10.03 | −10,2 24.11.1998 | −16 07.12.1969 | −17,8 1985 |
| Record de chaleur (°C) date du record | 15,5 05.01.1999  | 20 27.02.19    | 25,6 31.03.21  | 29,3 18.04.1949 | 32,5 27.05.05 | 37,1 27.06.11 | 41,6 25.07.19 | 39,2 12.08.03 | 35,5 08.09.23   | 28,8 01.10.11 | 21,7 01.11.14    | 17,4 07.12.00  | 41,6 2019  |
| Précipitations (mm)                   | 54,1             | 45,9           | 46,9           | 43,9            | 59,8          | 50,2          | 51,6          | 55,4          | 46,7            | 58,2          | 54,8             | 68,3           | 635,8      |

## Urbanisme

### Typologie
Au 1er janvier 2024, Boissy-l'Aillerie est catégorisée ceinture urbaine, selon la nouvelle grille communale de densité à sept niveaux définie par l'Insee en 2022.
Elle est située hors unité urbaine. Par ailleurs la commune fait partie de l'aire d'attraction de Paris, dont elle est une commune de la couronne,. Cette aire regroupe 1 929 communes,.

## Toponymie
Bussiacum-Lalheri en 1202, Boissi l’Ailleri.
Buxiaco en 1202, Le nom de la commune  provient du latin buxetum «ensemble de buis», dont -x- est traité comme -sc-, la finale -iaco et une latinisation erronée, ou de l'anthroponyme latin Buttius, Buccius ou du latin buxus (buis, buisson), et d'aillerie (terrain marécageux et buissonneux).

## Histoire
La chaussée Jules César et la source romaine sont les plus anciennes traces d'occupation visibles sur le territoire de la commune. Le village est donné à l'abbaye de Saint-Denis en 1071. Situé sur une voie stratégique de Beauvais à la Seine, Boissy-l'Aillerie était le premier bastion fortifié de Pontoise. Le village était entouré d'une enceinte de neuf tours et quatre portes[réf. nécessaire].
Inclus au départ dans le périmètre de la ville nouvelle de Cergy-Pontoise, le village en est volontairement retiré par la suite. Il est resté une commune rurale du Vexin, possédant néanmoins une importante zone industrielle au nord de la commune.

## Politique et administration

### Organisation administrative
La commune fait partie de la juridiction d’instance, de grande instance ainsi que de commerce de Pontoise,.

### Intercommunalité
La commune, initialement membre de la communauté de communes Val de Viosne, est membre, depuis le 1er janvier 2013, de la communauté de communes Vexin centre.
En effet, cette dernière a été constituée le 1er janvier 2013 par la fusion de la communauté de communes des Trois Vallées du Vexin (12 communes), de la communauté de communes Val de Viosne (14 communes) et  de la communauté de communes du Plateau du Vexin (8 communes), conformément aux prévisions du schéma départemental de coopération intercommunale du Val-d'Oise approuvé le 11 novembre 2011.

### Liste des maires
| Période                                  | Période                     | Identité       | Étiquette           | Qualité |
| ---------------------------------------- | --------------------------- | -------------- | ------------------- | --- |
| Les données manquantes sont à compléter. |                             |                |                     | |
| 1871                                     | 1878                        | Jules Fortier  |                     | |
| Les données manquantes sont à compléter. |                             |                |                     | |
| 1884                                     | 1888                        | Jules Fortier  |                     | |
| Les données manquantes sont à compléter. |                             |                |                     | |
| 1919                                     | 1932                        | Henri Guyetand | Républicain radical | Industriel |
| Les données manquantes sont à compléter. |                             |                |                     | |
| mars 1977                                | juin 1995                   | Lucie Lecocq   |                     | |
| juin 1995                                | En cours (au 13 avril 2021) | Michel Guiard  | DVD puis SE         | Président de la CC Val de Viosne (2008 → 2012) Président de la CC Vexin centre ( 2013 → ) Vice-président du parc naturel régional du Vexin français (2014 → ) Réélu pour le mandat 2020-2026,. |

## Population et société

### Démographie
L'évolution du nombre d'habitants est connue à travers les recensements de la population effectués dans la commune depuis 1793. Pour les communes de moins de 10 000 habitants, une enquête de recensement portant sur toute la population est réalisée tous les cinq ans, les populations de référence des années intermédiaires étant quant à elles estimées par interpolation ou extrapolation. Pour la commune, le premier recensement exhaustif entrant dans le cadre du nouveau dispositif a été réalisé en 2006.

En 2022, la commune comptait 2 114 habitants, en évolution de +16,86 % par rapport à 2016 (Val-d'Oise : +4 %, France hors Mayotte : +2,11 %).
| 1793 | 1800 | 1806 | 1821 | 1831 | 1836 | 1841 | 1846 | 1851 |
| ---- | ---- | ---- | ---- | ---- | ---- | ---- | ---- | ---- |
| 449  | 462  | 475  | 466  | 461  | 434  | 438  | 434  | 444  |

| 1856 | 1861 | 1866 | 1872 | 1876 | 1881 | 1886 | 1891 | 1896 |
| ---- | ---- | ---- | ---- | ---- | ---- | ---- | ---- | ---- |
| 448  | 442  | 756  | 537  | 553  | 491  | 520  | 542  | 563  |

| 1901 | 1906 | 1911 | 1921 | 1926 | 1931 | 1936 | 1946 | 1954 |
| ---- | ---- | ---- | ---- | ---- | ---- | ---- | ---- | ---- |
| 611  | 638  | 671  | 647  | 654  | 635  | 710  | 661  | 794  |

| 1962 | 1968 | 1975  | 1982  | 1990  | 1999  | 2006  | 2011  | 2016  |
| ---- | ---- | ----- | ----- | ----- | ----- | ----- | ----- | ----- |
| 889  | 991  | 1 091 | 1 237 | 1 659 | 1 668 | 1 750 | 1 769 | 1 809 |

| 2021  | 2022  | - | - | - | - | - | - | - |
| ----- | ----- | - | - | - | - | - | - | - |
| 2 024 | 2 114 | - | - | - | - | - | - | - |

### Enseignement
La commune dispose de l’école Jean-de-la-Fontaine et de sa cantine.

### Culture
La médiathèque communale a été implantée en 2020 dans les anciens locaux du bureau de poste,.
Une Maison pour tous accueille 32 activités différentes[réf. nécessaire].

### Santé
Un centre médical et paramédical existe depuis 2019 dans la commune, avec en 2020, dix-huit professionnels de santé,.

## Culture locale et patrimoine

### Lieux et monuments
Boissy-l'Aillerie compte deux monuments historiques sur son territoire : 
- Église Saint-André (inscrite monument historique par arrêté du 16 juin 1926[27])

L'église occupe l'emplacement d'un temple gallo-romain dédié à Cybèle. Le premier sanctuaire chrétien est édifié sous Nicaise de Rouen. L'archevêque de Rouen, Jean d'Ivry, donne l'église à l'abbaye de Saint-Denis en 1071. Une nouvelle église est construite au XIIe et XIIIe siècles, mais elle est presque entièrement détruite en 1433, quand les Anglo-Normands chassés de Pontoise l'incendient. Subsistent toutefois le mur nord et quelques éléments intérieurs. L'église est reconstruite à l'identique et consacrée de nouveau en 1463. Avec la seigneurie de Boissy, elle passe en 1691 à la Maison royale de Saint-Louis. En 1781, le clocher est foudroyé et s'écroule sur la nef quinze ans plus tard, le 25 septembre 1796. Il ne sera plus jamais reconstruit, et l'église restera en ruine pendant une trentaine d'années. Le chœur de l'église est finalement reconstruit entre 1848 et 1850, alors que la nef est définitivement abandonnée, tout comme la moitié du transept initial. L'édifice se compose ainsi d'une nef de deux travées et demi de grande hauteur, accompagnée de ses deux collatéraux et se terminant par un chevet plat. Il n'y a donc plus de distinction visible entre nef et chœur, ni de transept. L'extérieur se distingue par les arcs-boutants s'élevant au-dessus des collatéraux pour consolider les murs de la nef, disposition rare pour une église villageoise. Les baies des collatéraux sont des lancettes simples en arc brisé ; les baies hautes de la nef sont des lancettes géminées surmontées d'une rose et s'inscrivant dans une arcade en tiers-point commune. La baie haute de la façade occidentale construite en 1848 est conçue selon le même modèle, alors que le chevet est éclairé d'un triplet surmonté par une rosace de grandes dimensions, mais dont le remplage s'est perdu lors d'un bombardement en 1944. L'intérieur de l'église est marqué par les hautes arcades faisant communiquer nef et collatéraux, et le triforium qui court en dessus de ces arcades, à gauche et à droite, sur toute la longueur de l'édifice. Les chapiteaux des colonnettes des piliers et du triforium sont sculptés en feuilles d'acanthe notamment,.
- Manoir de Réal, route d'Ableiges (RD 92), près de la limite avec la commune d'Osny (inscrit monument historique par arrêté du 25 février 1974[30])

Le hameau de Réal est attesté dès le XIIe siècle. Toutes ses terres, jusqu'alors biens de l'église, sont rachetés par Pierre de Guillon, intendant de Henri Ier de Bourbon-Condé. Il transforme alors le manoir Le Boucher du XIIIe siècle, travaux qui durent jusqu'en 1587. La famille garde la seigneurie jusqu'au XVIIIe siècle. Le manoir actuel, près de la rive droite de la Viosne, est un bâtiment rectangulaire de deux à trois niveaux couvert d'un toit à deux croupes. Les façades n'offrent aucun intérêt particulier : ce sont les quatre tours rondes qui confèrent un certain caractère à l'édifice. Deux tourelles à seulement un étage précèdent la façade orientale, reliées aujourd'hui entre elles par une véranda. Une tour plus épaisse et haut de deux étages se dresse devant la façade occidentale, face à l'entrée de la cour. De l'autre côté, se trouve une tour isolée, penchée vers la Viosne. Un moulin est adjoint au manoir, mais il se situe déjà sur le territoire communal d'Osny.

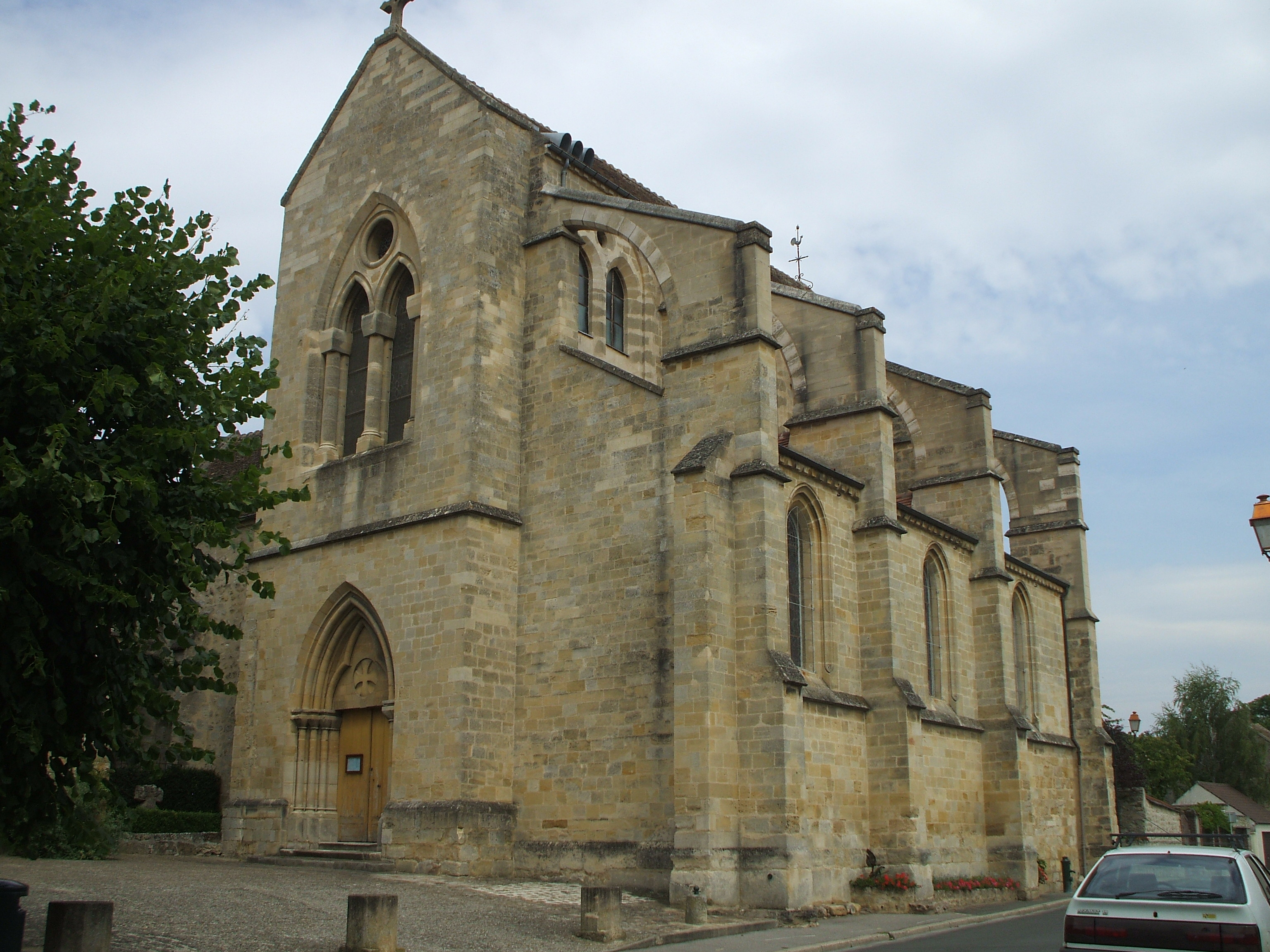
Église Saint-André.
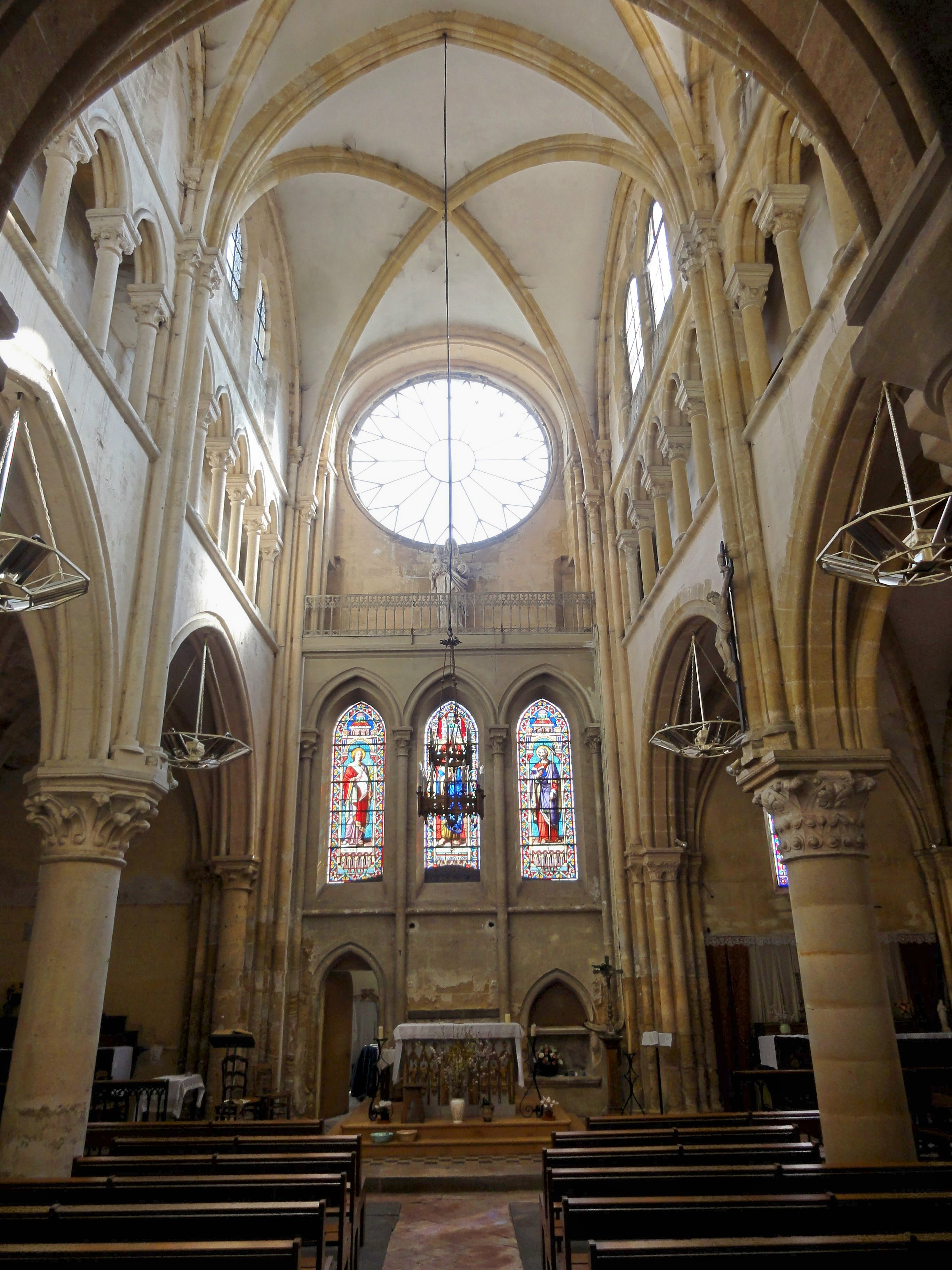
Intérieur de l'église.
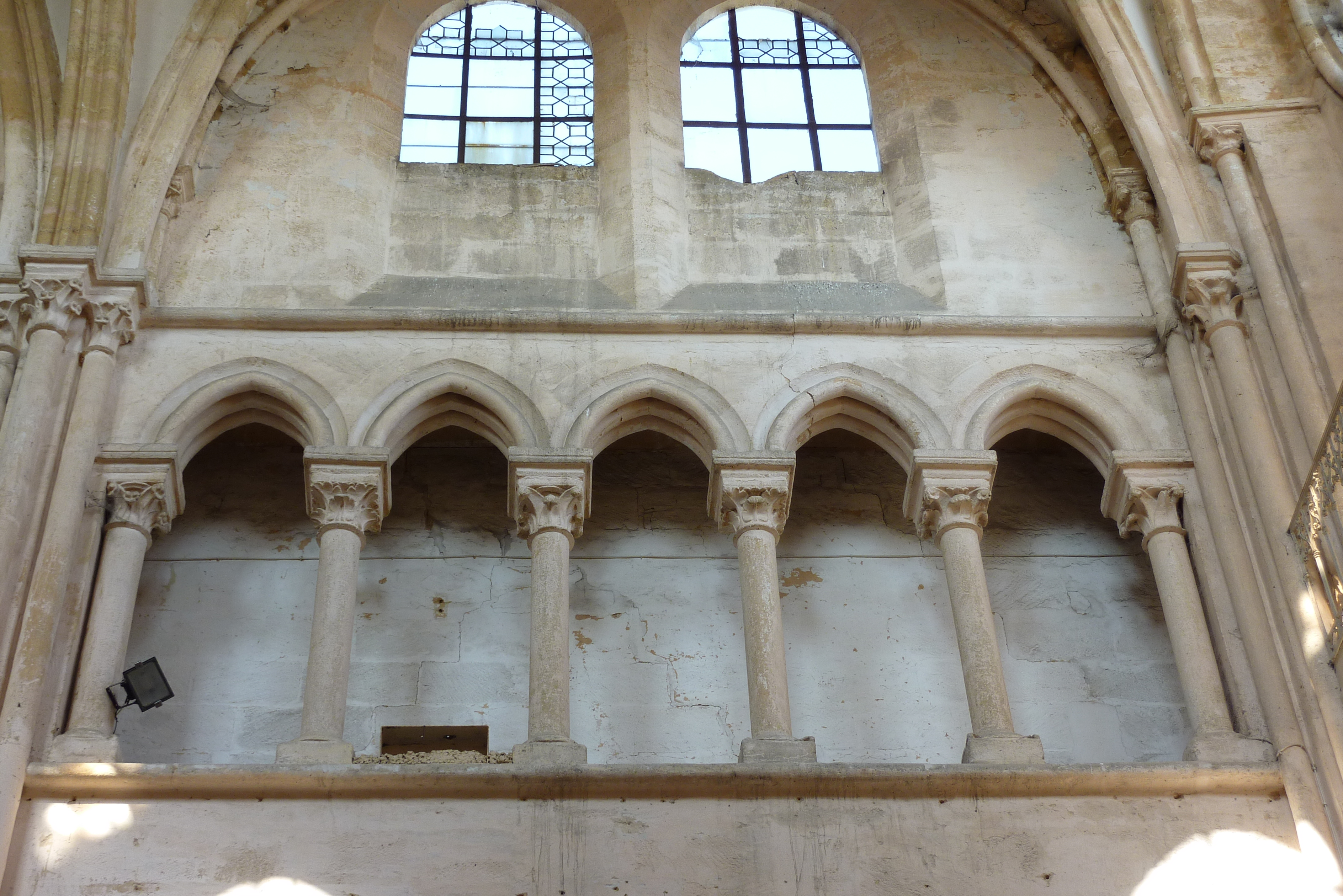
Triforium.
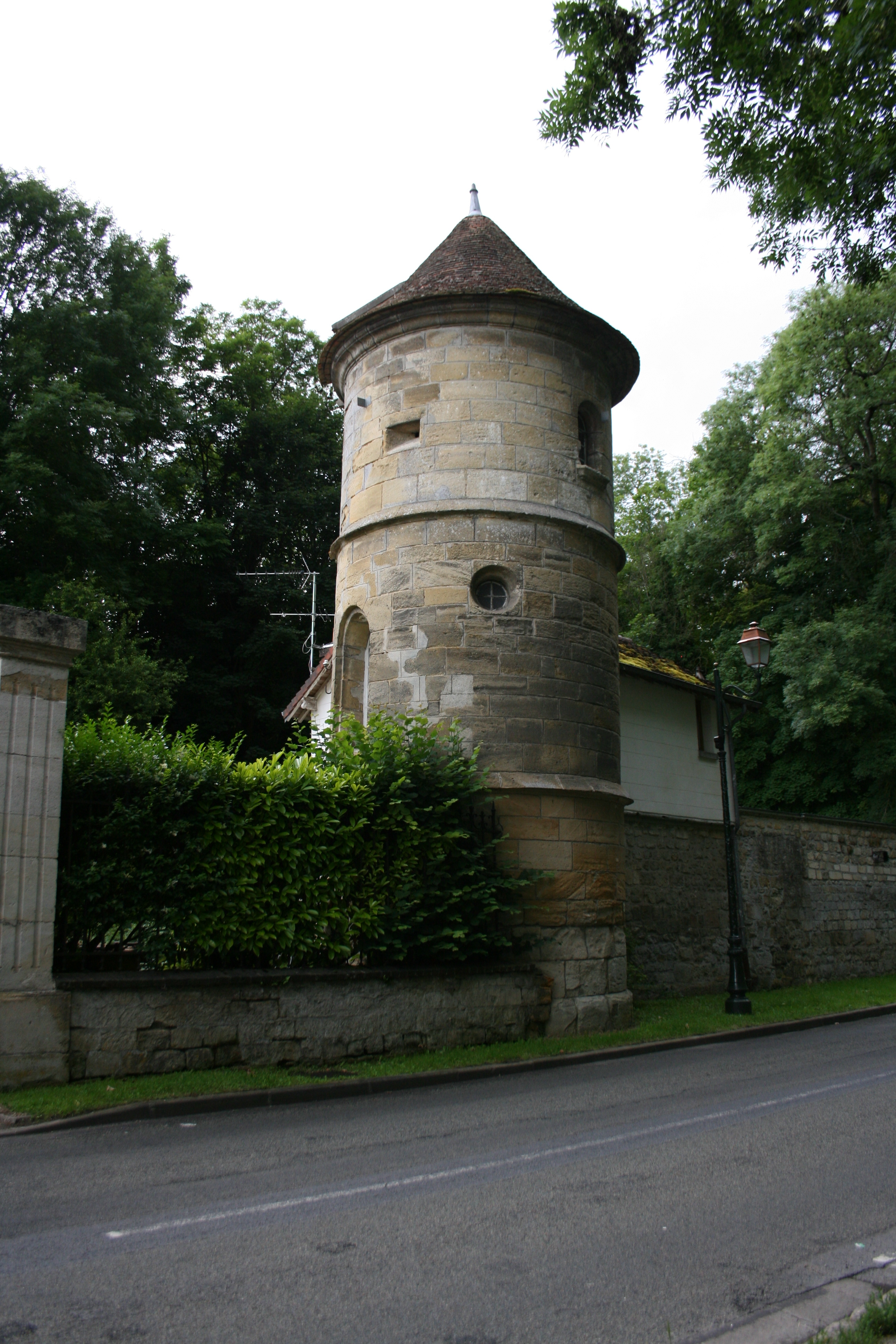
Tour penchée.
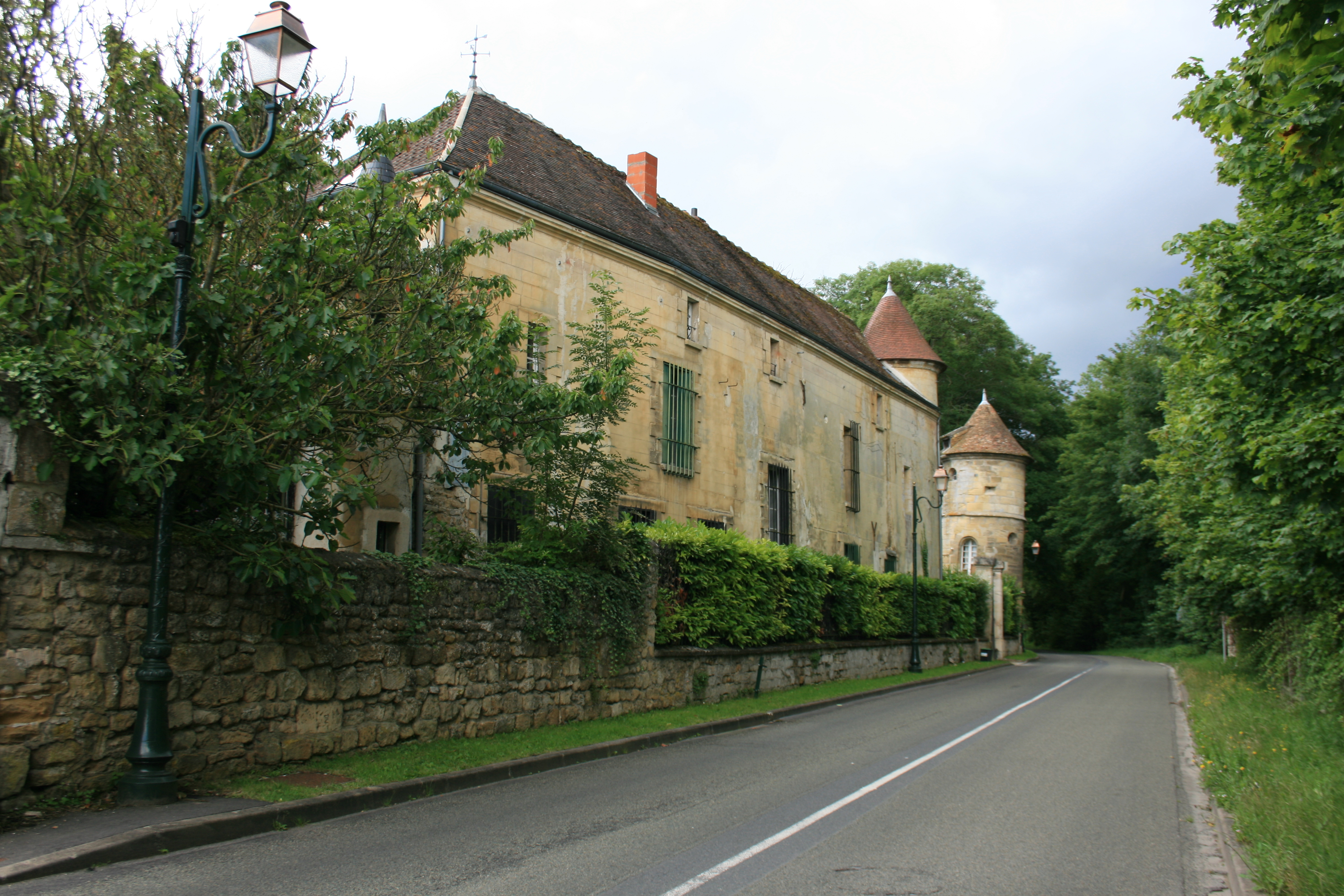
Manoir de Réal.

On peut également  signaler :
- Croix pattée dite croix de Saint-Éloi, à gauche du portail de l'église : Cette croix datant probablement de la fin du XIIe siècle a été découverte au bois de la Croisette, et érigée en 1971 à son emplacement actuel. Ces croix servaient de bornes et n'avaient probablement pas de vocation religieuse. La date de 1411 gravée sur la croix doit faire référence à une opération de bornage[29].
- Lavoir couvert, rue Veuve-Quatremains : Ce lavoir est d'origine particulièrement ancienne, puisqu'il remonte au XVIIe siècle. Il a reçu son aspect actuel au début du XXe siècle, mais l'installation actuelle n'est qu'une reconstitution en réemployant quelques éléments anciens. Le bassin rectangulaire est alimenté par un ruisseau. Des murs l'entourent à gauche, au fond et à droite. Les espaces dédiés aux lavandières, à gauche et à droite, sont protégés par des toits en appentis, tout comme l’extrémité du bassin côté rue. Côté bassin, ils prennent appui sur des piliers en bois[29].
- Grand moulin ou moulin banal, sur une dérivation canalisée de la Viosne : Un moulin est attesté en cet endroit dès le XIe siècle. C'est un moulin banal, c'est-à-dire que les habitants ont l'obligation de faire moudre leur grain dans ce moulin. Plusieurs fois agrandi, les bâtiments actuels de la minoterie sont construits à neuf en 1856. L'établissement cesse de fonctionner dans l'après-guerre, puis est converti en logements après dix ans d'abandon. La grande roue à aubes, les turbines et la machine à vapeur d'appoint en disparu, mais la chute d'eau libre subsiste. Les silos en béton ont été démolis en 1979[29].
- Moulin Vaugon ou Petit Moulin : Ce moulin n'est fondé qu'en 1790 par Pierre Vaugon, et conserve son bâtiment d'origine. Dès 1905, le moulin à eau est converti pour tournage sur bois et menuiserie. L'emplacement de la roue à aubes reste visible sur la rive sud du canal[29].
- Bâtiment-voyageurs de la gare de Boissy-l'Aillerie

Il date de 1867/68, quand est construite la ligne de Pontoise à Dieppe. Le bâtiment est construit sur un plan-type de la Compagnie des chemins de fer de l'Ouest, avec une façade rythmé par des bandeaux et chaînages en brique rouge, et des trumeaux couverts d'un enduit de couleur claire. Boissy-l'Aillerie est l'un des rares exemplaires dans la région à conserver son aspect d'origine, n'ayant jamais subi de modifications notables.

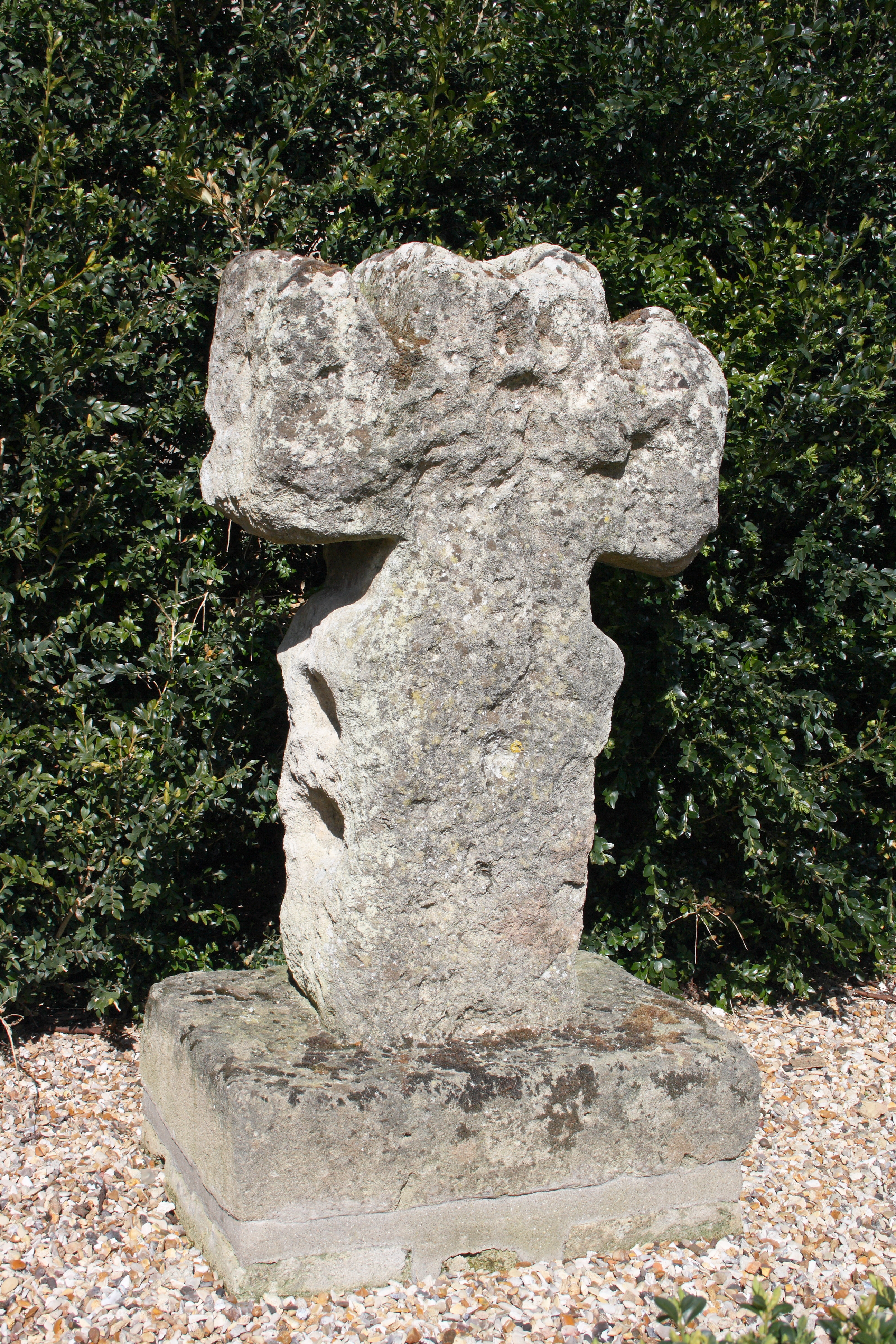
Croix pattée.
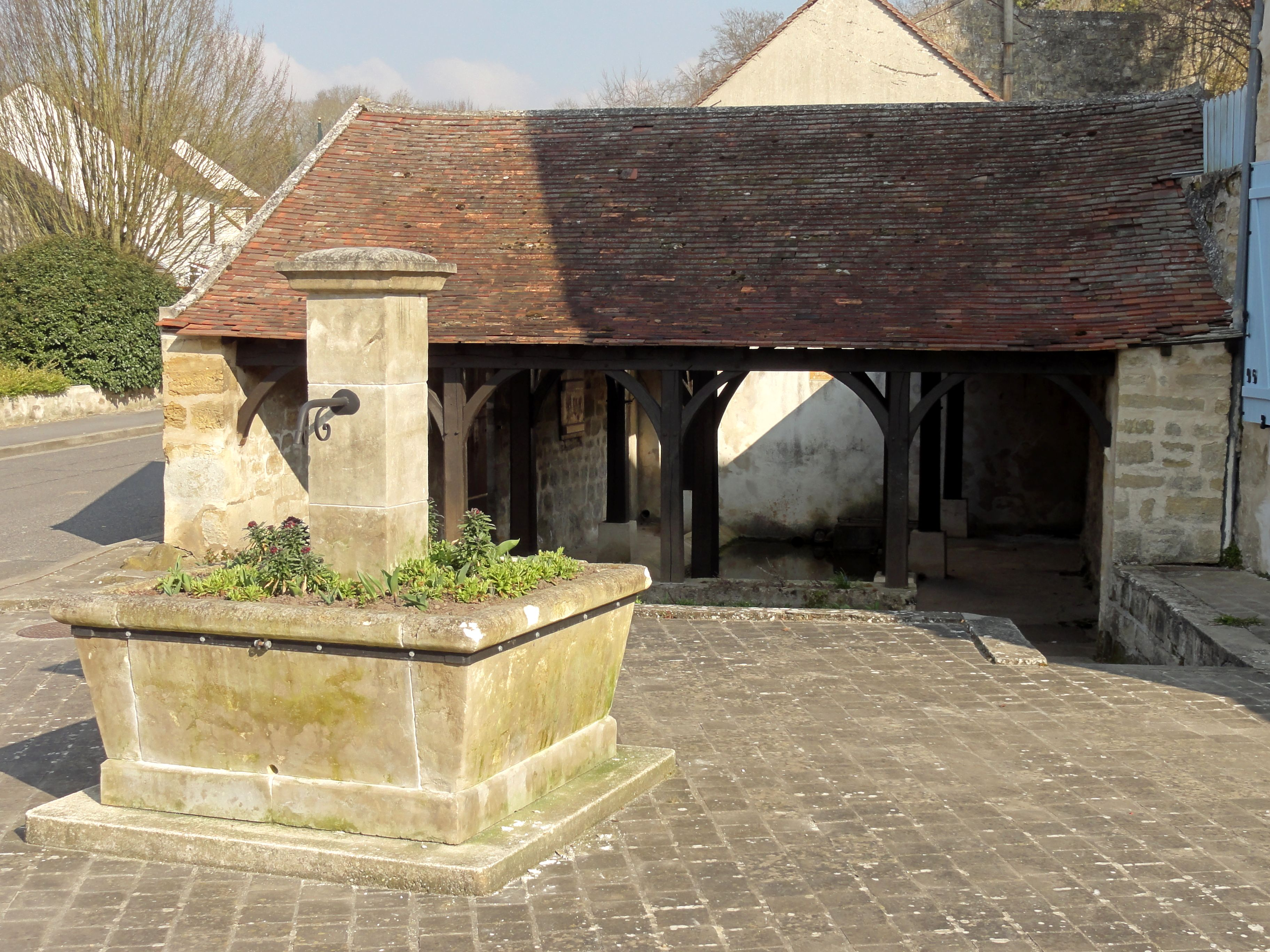
Fontaine et lavoir.
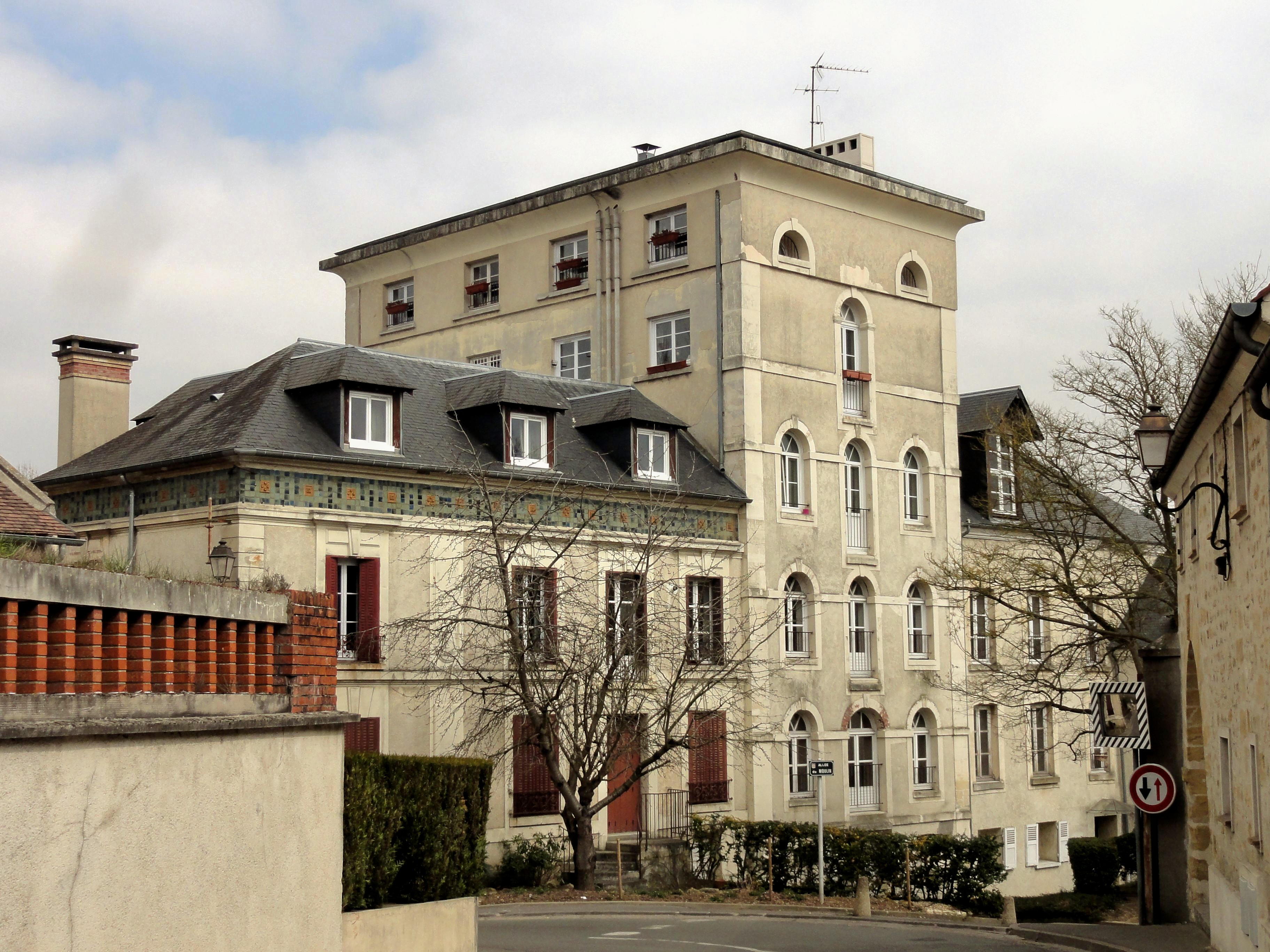
Grand moulin.
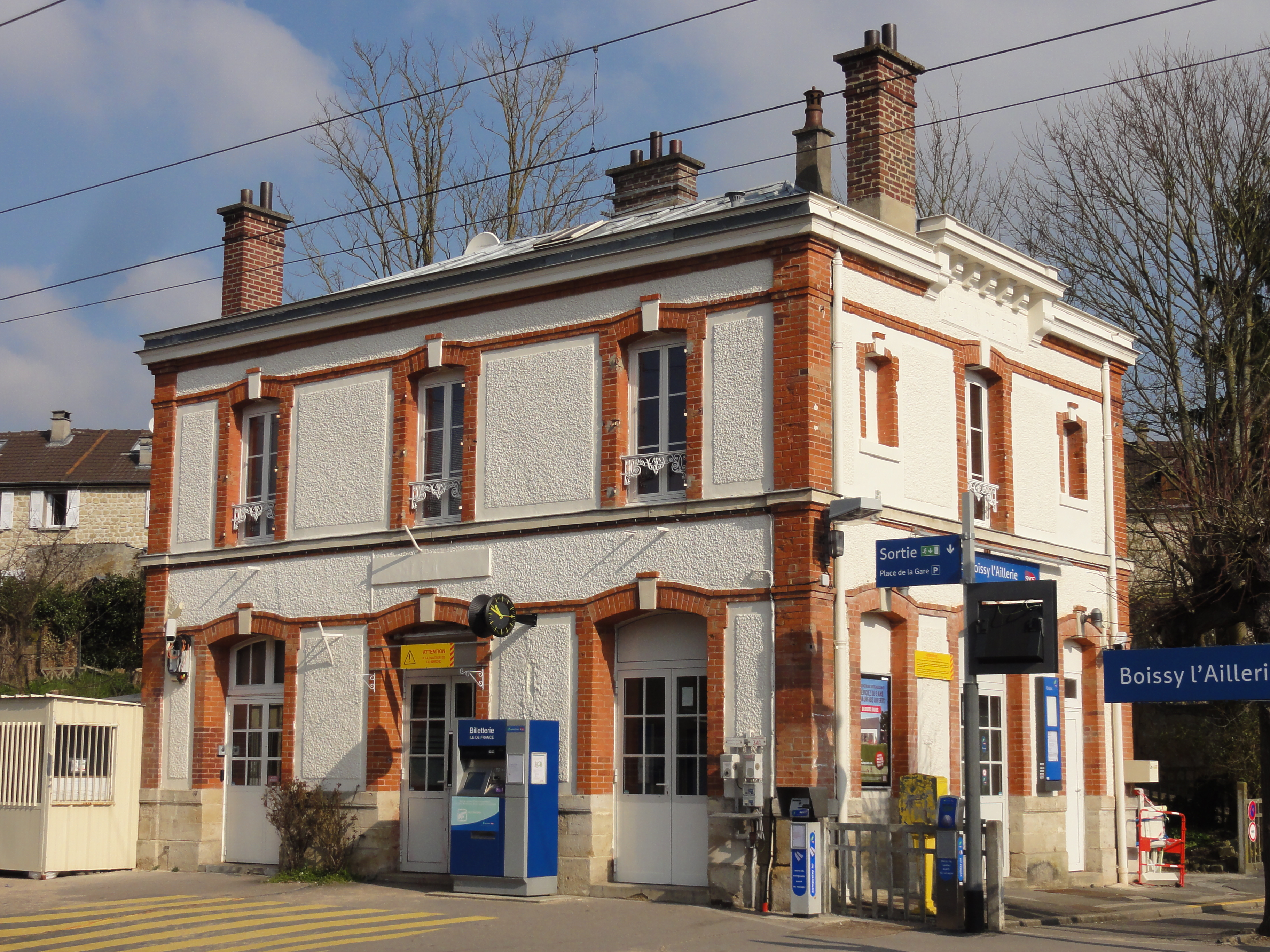
Bâtiment-voyageurs de la gare.
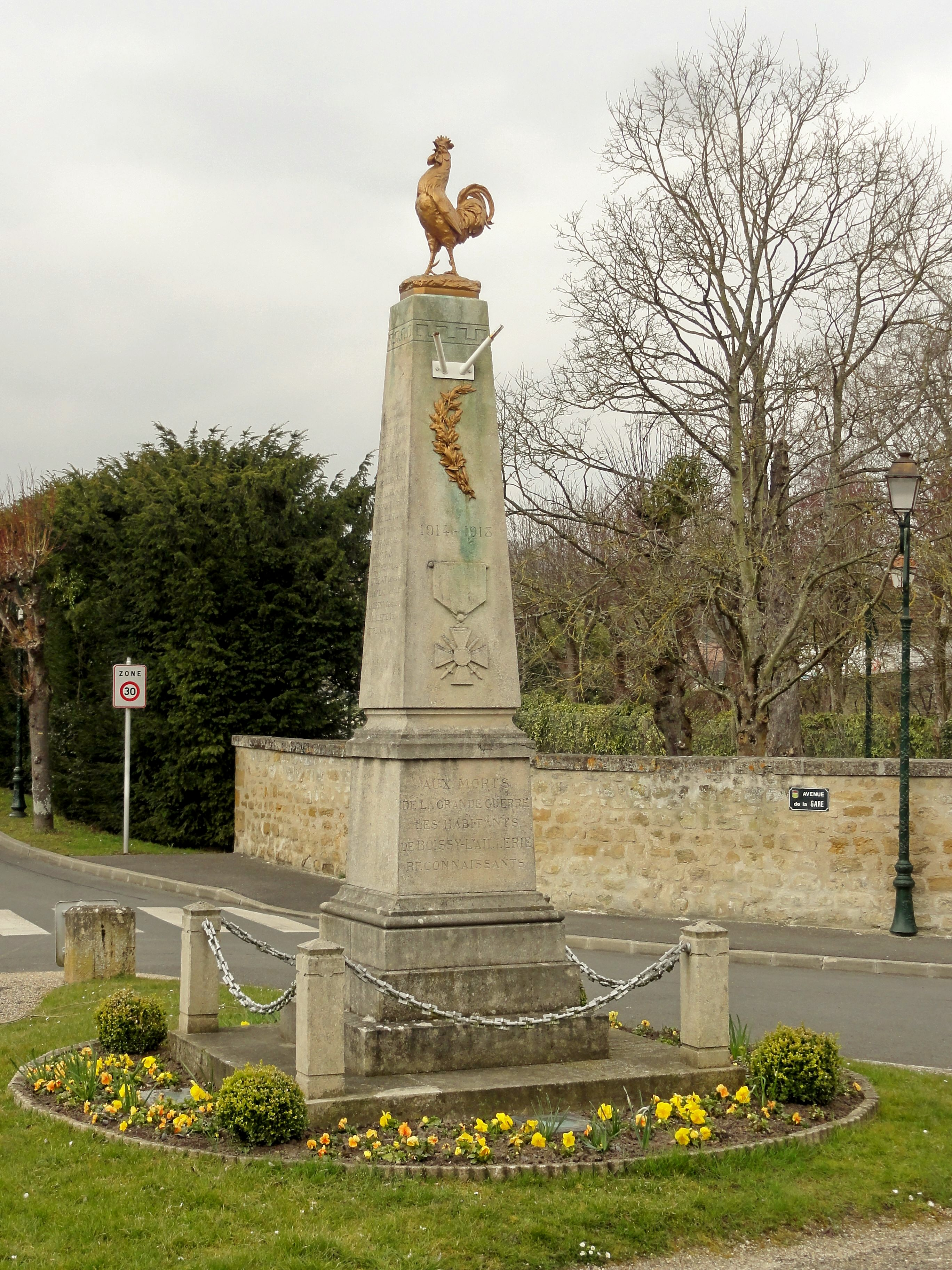
Monument aux morts.

### Personnalités liées à la commune
- Gabriel Blétel (1878-1940), peintre paysagiste et dessinateur humoristique, élève de Luc-Olivier Merson et de Désiré-Lucas, y est né.
- Danielle Godet (1927-2009), actrice de théâtre, cinéma et télévision, y est enterrée.

### Héraldique
| Blason de Boissy-l'Aillerie | Blason  | Parti : de sinople à la croix ancrée d'or ajourée du champ, à la bordure crènelée de neuf pièces aussi d'or, maçonnée de sable, ouverte de quatre portes du champ, deux en pointe, deux aux flancs, au chef de gueules brochant sur la bordure, chargé d'un clou de la Passion d'argent accosté de deux bouquets de buis d'or, soutenu d'une devise ondée aussi d'argent. |
| Blason de Boissy-l'Aillerie | Détails | |

### Boissy-l'Aillerie au cinéma et à la télévision
- 1955 : Les héros sont fatigués d'Yves Ciampi[31]
- 1959 : La Verte Moisson de François Villiers
- 1963 : L'Honorable Stanislas, agent secret de Jean-Charles Dudrumet[32]
- 1973 : Prêtres interdits de Denys de La Patellière
- 1980 : Le Guignolo de Georges Lautner[31]
- 1998 : Trafic d'influence de Dominique Farrugia[31]
- 2001 : Les Fantômes de Louba de Martine Dugowson[33]
- 2017 : Seuls de David Moreau
- 2017 : Alibi.com de Philippe Lacheau[31]